# مؤسسة حاكمة

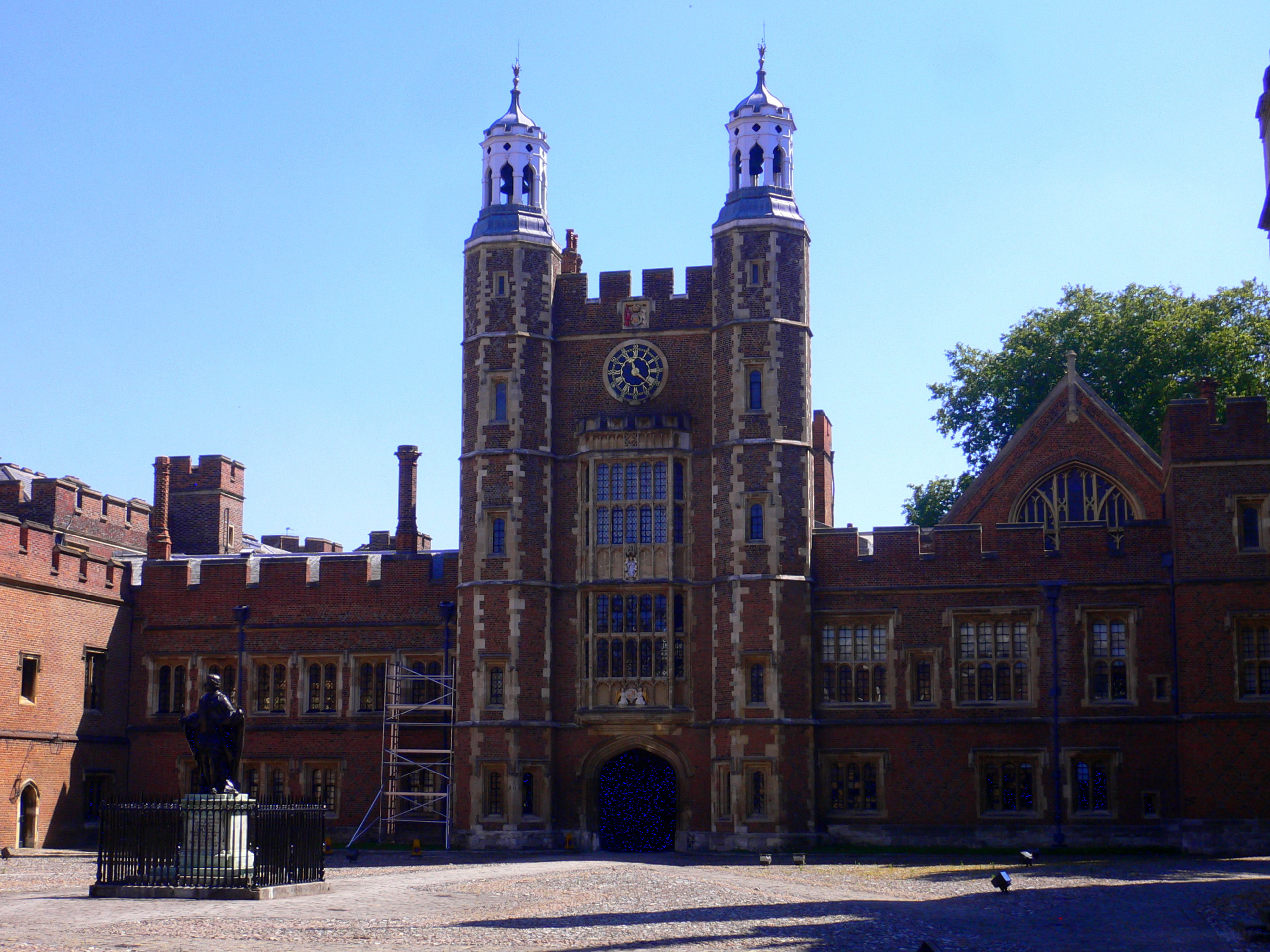

مؤسسة حاكمة. في الاصطلاح الإنجليزي، «المؤسسة» (بالإنجليزية: The Establishment)‏ كلمة تطلق على كل نظام سياسي اجتماعي اقتصادي قائم في مكان ما بايجابياته وسلبياته. يقابله بالعربية «المنظومة الحاكمة» أو الملأ.
يدخل في نطاق مؤسسة نظام الدولة وأهل الحكم وطريقة الوصول إليه سواء كانت مشروعة أم غير مشروعة وسلطات الحكم وضوابط هذه السلطات والأحزاب القائمة إن كان هناك أحزاب والوسائل المقبولة أم المرفوضة التي تجري عليها اللعبة السياسية.
المؤسسة هي كلمة معقدة تدل من جهة على عمل (فعل) أسس هو بهذا المعنى خلق وإيجاد شيء) ومن جهة أخرى على نتيجة هذا العمل بحيث يصبح معطى اجتماعي متميز. وتستعمل الكلمة عادة للدلالة على الشيء المؤسس؛ فيقال: مؤسسات سياسية وإدارية ودينية..إلخ.
والفكرة الأساسية التي تميز المؤسسة عن غيرها من أشكال التنظيم الاجتماعي هي استقلاليتها عن العناصر المتشكلة منها وتميزها عن هذا العناصر بحيث أنها تضيف إليها شيئا جديدا لم يكن موجودا لديها من قبل.
و تتشكل المؤسسة غالبا لتلبية فكرة أو لحاجة اجتماعية فتخلق لدى أفرادها شعورا بالاختلاف والتميز تجاه الآخرين وتضطرهم إلى الدفاع عنها لأنها تصبح تعبيرا عن وجودهم ودورهم الاجتماعي.
و تجدر الإشارة إلى أن مفهوم المؤسسة يتعارض من حيث المبدأ مع مفهوم العقد أو التعاقد. إذ أن التعاقد لا يدوم إلا بدوام الشروط التي أنتجته في حين أن المؤسسة تستمد ديمومتها من الوظيفة الاجتماعية التي تؤديها ومن مصالح الجماعة المرتبطة بها. كما أن التعاقد هو تعبير عن اتفاق بين إرادتين بينما تعبر المؤسسة عن إرادات عدة متجسدة في إرادة واحدة وسلطة قرار واحدة.

## تقسيم المؤسسات إلى مجموعتين
المجموعة الأولى وهي المؤسسات المادية الملموسة وتخص فئة اجتماعية ذات صفة رسمية (المؤسسة المدرسية والمؤسسة الطبية) أو هيئات يتحدد وضعها وعملها من خلال القانون (المؤسسات السياسية) أو بعض المؤسسات المتخصصة في الأمم المتحدة التي تقوم بتقديم التوصيات أو تنظيم بعض ميادين النشاط الخاصة (كاليونسكو أو المجلس الاقتصادي الاجتماعي).
المجموعة الأخرى من المؤسسات هي أنساق من المعايير المجردة التي تتدخل في تنظيم حياة الجماعة. فنأخذ على سبيل المثال المعايير المتعلقة بالزواج، والطلاق وتحريم الزواج من الأقربين وغيرها من القواعد التي تشكل مؤسسات بحد ذاتها.

## نظريات المؤسسة
لا توجد نظرية واحدة للمؤسسة بل هناك عدة نظريات تتصل بميادين متعددة، فكل ميدان من ميادين التخصص في العلوم الاجتماعية يجعل منها مركز تأثير على الفرد في تحليله أو لغته الخاصة به.
فماركس يرى أن المؤسسات (القانون والحق) هي كالأيديولوجية بنى فوقية تحددها البنى التحتية المتمثلة بالقوى المنتجة وعلاقات الإنتاج.
وفي بداية القرن العشرين حاولت المدرسة الاجتماعية الفرنسية من خلال دوركايم إعطاء هذا المفهوم مكانا مركزيا في تحليلاتها. ويرى عالم الاجتماع «موس» أن «علم الاجتماع هو علم دراسة المؤسسات». أما علم الاجتماع الماركسي الذي لا يعير أهمية لهذا المفهوم فإنه يرى أن المؤسسة هي بشكل رئيسي الشكل الذي تأخذه إعادة إنتاج العلاقات الاجتماعية.
و تأخذ في علم الاجتماع السياسي تعريفات عدة، فيعرفها سي جي فريدريش بأن «مجموعة أعمال سياسية منظمة ومستقرة تقوم بوظيفة أو تهدف إلى غاية داخل النظام السياسي» ويعرفها ماكس فيبر بأنها «جماعة تصدر أو تتخذ إجراءاتها القانونية بنجاح نسبي داخل إطار من العمل المحدد. لأولئك الذين يعملون بطريقة قابلة للتحديد حسب معايير محددة».
أما التعريف الوظيفي فيصفها بأنها «كيان يقوم على مبدأ تنظيم معظم نشاط أعضاء مجتمع أو جماعة حسب نموذج تنظيمي محدد مرتبط بشكل وثيق بمشاكل أساسية أو بحاجات مجتمع أو اجتماعية أو بأحد أهدافها». ونجد مفهوم المؤسسة أيضا عند علماء الاثنولوجيا مثل مؤسسات القرابة والمؤسسات الدينية.... التي تحدد أشكال التنظيم الاجتماعي. وبين علماء النفس الاجتماعي أو التبادل بن الأفراد يخضع بشكل رئيسي لعلاقات مؤسسة والمؤسسة هي الإطار الطبيعي لهذا التبادل.
أما علماء اللغة فإنهم يميزون مع فرديناند دو سوسور بين اللغة كمؤسسة وكمجموعة قواعد وبين اللفظة التي تتم عبرها العلاقة بين الأفراد.
وتشكل المؤسسة أيضا المحور الرئيسي في نظرية الحق عند موريس هوريو الذ يحددها على انها تنظيم قانوني اجتماعي يخضع لفكرة قائدة ويستفيد من سلطة معترف بها تؤمن استمراريته. هذا ويمكن القول أن مفهوم المؤسسة لا يزال حتى الآن يلعب دورا مركزيا في ميدان التحليل الاجتماعي والسياسي على وجه الخصوص على الرغم من الانتقادات التي يتعرض لها بسبب غموضه.